# Codex Sangallensis 878
El Codex Sangallensis 878 es un códice conservado en la biblioteca de la abadía de San Galo, en Suiza. Data del siglo IX y probablemente tiene su origen en la abadía de Fulda. Contiene principalmente extractos de textos gramaticales, incluidos el Ars minor y el Ars maior de Elio Donato, las gramáticas de Prisciano y Alcuino y las Etimologías de Isidoro de Sevilla. Además, contiene una presentación del alfabeto griego, el alfabeto hebreo, las runas anglosajonas y escandinavas, estas últimas en forma de un breve poema rúnico conocido como Abecedarium Nordmannicum.
Bischoff (1980) considera el manuscrito una colección personal o breviario de Walafrido Strabo, que desde 827 estuvo en Fulda como alumno de Rabano Mauro, y desde 838 fue abad de la abadía de Reichenau. Se sabe que el propio Rabano se interesó por las runas, como lo atestigua su tratado Hrabani Mauri abbatis fuldensis, de inventione linguarum ab Hebraea usque ad Theodiscam (Sobre la invención de los idiomas, del hebreo al alemán), que identifica a los idiomas hebreo y alemán ('Theodish') con sus respectivos alfabetos.

## ElAbecedarium Nordmannicum
El texto original del poema rúnico fue destruido en el siglo XIX por los productos químicos que se suponía debían preservarlo. Sin embargo, un dibujo de Wilhelm Grimm de 1828 permitió recuperarlo. Bajo el título ABECEDARIUM NORD hay tres líneas que presentan el futhark joven (Derolez, 1965):
```
ᚠ feu forman [wreat] | ᚢ ur after | ᚦ thuris thriten | ᚭ os ist imo | ᚱ rat end
                                       stabu |        oboro | os uuritan
ᚴ chaon thanne  ᚼ hagal ᚾ naut habet |ᛁ is ᛅ ar ᛋ endi sol
  diuet/cliuot
ᛐ [tiu] ᛒ brica ᛙ endi man | ᛚ lagu the leohto | ᛦ yr al bihabet
               midi
```

Lingüísticamente, el texto es una mezcla de nórdico antiguo, sajón antiguo y alto alemán antiguo. Probablemente esté basado en un original danés, tal vez importado de Hedeby en la Baja Alemania, y adaptado al idioma de sus lectores. El momento de su escritura estuvo marcado por contactos cada vez más importantes entre los reinos francos y Dinamarca, que requerían de intérpretes para los intercambios económicos y políticos, lo que explica la presencia de runas nórdicas en un pergamino escrito en unciales carolingias.
El poema contiene los nombres de las runas, conectados por unas pocas palabras aliteradas como ayuda de la memoria. Los nombres de las runas sufren algunas variaciones, como feu para fe, rat para reidh (anglosajón rad), chaon para kaun, tal vez tiu para tyr (anglosajón tiw), man para madr (como en anglosajón), lagu para logr (como en anglosajón).
Se podría traducir de la siguiente manera:
“Primero escribí ᚠ, ᚢ luego, ᚦ con el tercer signo, ᚭ le sigue, finalmente se escribe ᚱ; ᚴ luego se adhiere, ᚼ el granizo tiene [causa] desgracia [necesita] ᚾ, ᛁ, ᛅ y ᛋ; ᛐ, ᛒ y ᛙ en el medio [del grupo], ᛚ el claro, ᛦ cierra todo."